# Gondolin
Gondolin a J. R. R. Tolkien által kitalált világ egyik helyszíne. Beleriandban található.

## Leírása
Gondolin a Tündék egy titkos városa volt Beleriand északi területén. A szilmarilok története szerint egy Vala, Ulmo, a Víz Ura, álom formájában fedte fel Turgon előtt Tumladen völgyének helyét.A Vala segítségének hatására Turgon a királyságából Nevrastból indult útnak és megtalálta a völgyet. Az Echoriathon, azaz a Környező Hegységen belül, Dorthoniontól éppen nyugatra és a Sirion folyótól keletre egy kör alakú síkság terült el, melynek minden oldalán meredek sziklafal állt, és délnyugatra egy vízmosás és egy kivezető alagút, a Rejtett Út helyezkedett el. A völgy közepén, ám egy kicsivel közelebb a völgy nyugati falához, egy meredek domb emelkedett, melynek a noldók nyelvén Amon Gwareth, a "Figyelés Hegye" volt a neve. Turgon úgy döntött, hogy egy hatalmas várost alapít itt a valinori Tirion városa nyomán, amelyet a noldák elhagytak, amikor száműzetésbe vonultak. A várost a tervek szerint a hegyek megvédték és elrejtették volna Morgothtól, a Sötét Úrtól. Turgon és népe Gondolint nagy titokban építették. Miután elkészültek vele, Turgon a népének összes tagját magával vitte Nevrastból, hogy a rejtett városban éljenek.